# Hesperornis
Hesperornis (il cui nome significa "uccello dell'ovest") è un genere estinto di uccello simile a un cormorano vissuto durante il Cretaceo superiore, circa 83.5–78 milioni di anni fa (Campaniano), i cui fossili sono stati rinvenuti nei calcari marini del tardo Cretaceo del Kansas e gli scisti marini del Canada e della Russia. Il genere contiene nove specie, otto delle quali sono state recuperate dalle rocce del Nord America e una dalla Russia. Nonostante sia una delle scoperte meno note del paleontologo OC Marsh alla fine del XIX secolo durante la Guerra delle ossa, è stata una delle prime scoperte nella storia della paleontologia aviaria.

## Descrizione

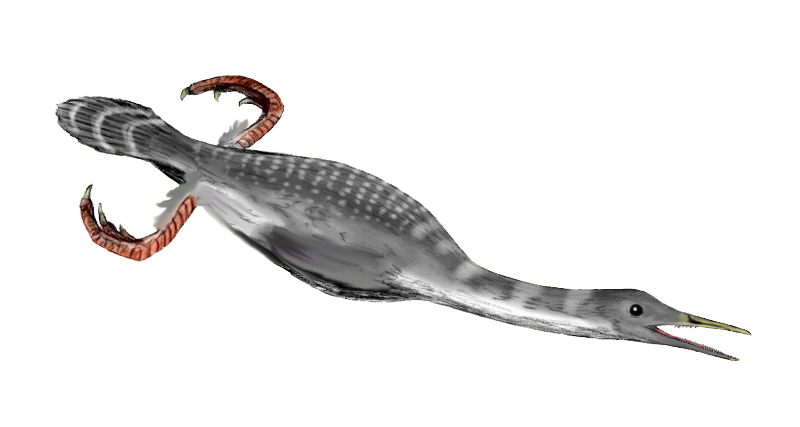
Ricostruzione artistica di H. regalis

Hesperornis era un uccello di medie dimensioni, in grado di raggiungere una lunghezza di 1,8 metri. Le ali erano virtualmente assenti, e l'animale si spostava in acqua grazie alle forti zampe posteriori. Inizialmente, studi sulla morfologia dei piedi di questo uccello, indicarono che Hesperornis e parenti avessero dita lobate, simili agli svassi odierni, al contrario delle dita palmate presenti nella maggior parte degli uccelli acquatici, anatre e strolaghe. Tuttavia, uno studio più recente che ha esaminato la morfometria delle zampe degli hesperornitiformi e dei moderni uccelli marini ha messo in discussione questa interpretazione, rendendo le dita palmate altrettanto probabili quanto le dita lobate per questo gruppo.
Come molti altri uccelli mesozoici come Ichthyornis, Hesperornis aveva un becco provvisto di denti. Nel lignaggio degli hesperornitiformi i denti erano in una disposizione diversa rispetto a qualsiasi altro uccello conosciuto (o nei dinosauri teropodi non-aviani), essendo disposti in un solco longitudinale piuttosto che in alveoli individuali, in un notevole caso di convergenza evolutiva con i mosasauri. I denti di Hesperornis erano presenti lungo quasi tutta la mandibola e la parte posteriore della mascella. La premascella (la parte anteriore della mascella) e la punta della mandibola (predentaria) erano prive di denti ed erano probabilmente coperte da un becco. Gli studi sulla superficie ossea mostrano che almeno le punte delle mascelle sostenevano un becco duro e cheratinoso simile a quello che si trova negli uccelli moderni. Il palato conteneva piccole cavità che permettevano ai denti della mandibola di rimanere in posizione quando le fauci si chiudevano. Il loro cranio manteneva ancora una caratteristica articolazione, simile a quella presente nei dinosauri non-aviari, tra le ossa della mandibola. Si ritiene che ciò consentisse loro di ruotare la porzione posteriore della mandibola indipendentemente dalla parte anteriore, consentendo così il disimpegno dei denti mandibolari.

## Storia

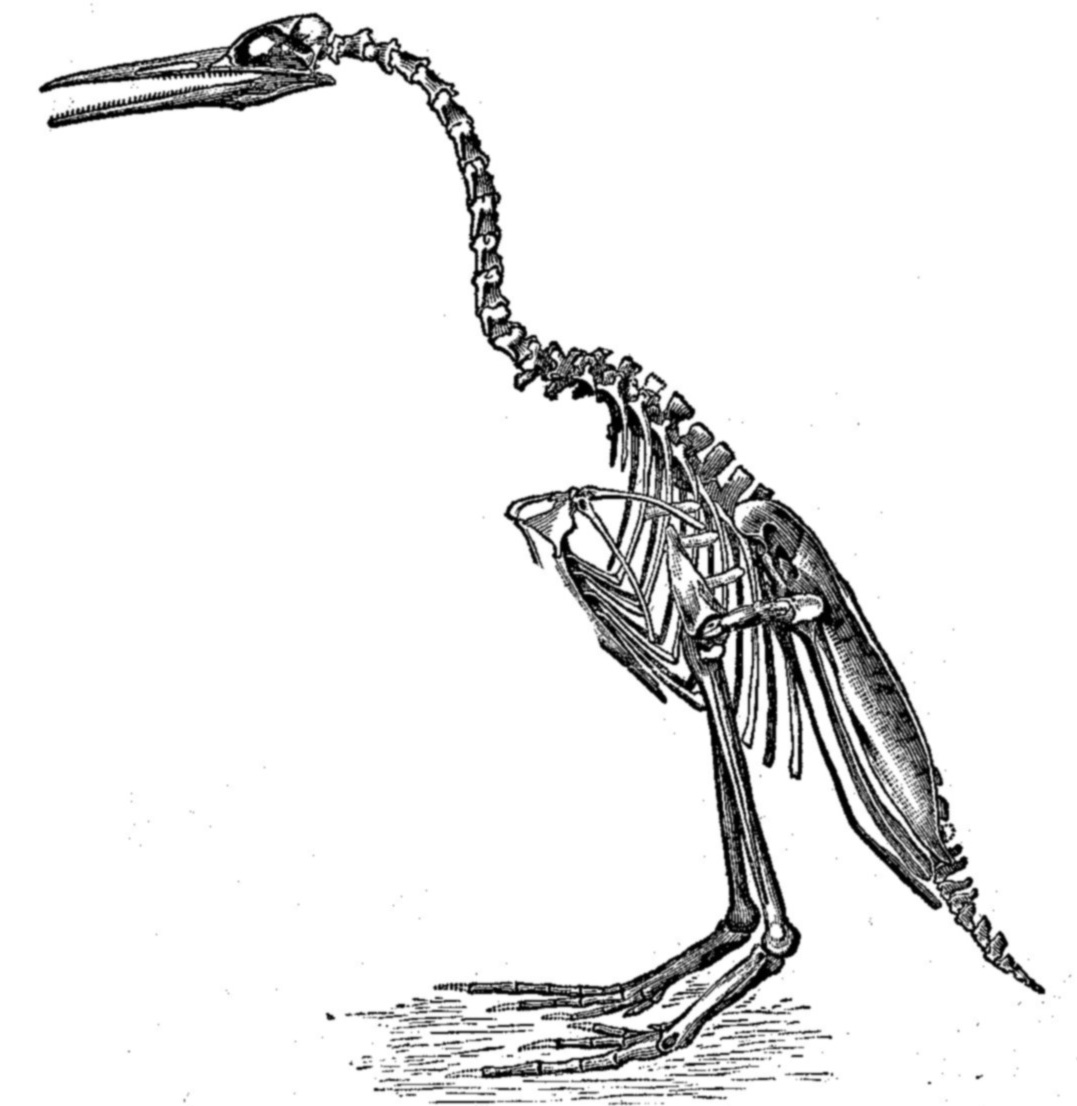
Ricostruzione ormai obsoleta di Marsh, del 1880, di H. regalis

Il primo esemplare di Hesperornis fu scoperto nel 1871 da Othniel Charles Marsh. Quell'anno, Marsh stava intraprendendo la sua seconda spedizione occidentale, accompagnato da dieci studenti. La squadra si diresse in Kansas, dove Marsh aveva già avviato degli scavi. Oltre a trovare altre ossa appartenenti allo pterosauro Pteranodon, Marsh scoprì lo scheletro di un "grande uccello fossile, alto almeno un metro e mezzo". L'esemplare era grande, privo di ali ma dalle zampe lunghe e forti, che Marsh interpretò come un uccello subacqueo. Sfortunatamente, l'esemplare era sprovvisto di cranio. Marsh nominò l'esemplare Hesperornis regalis, ossia "uccello occidentale regale".
Marsh tornò a ovest con un gruppo più piccolo l'anno successivo. Nel Kansas occidentale, uno dei quattro studenti di Marsh, Thomas H. Russell, scoprì uno "scheletro quasi perfetto" di Hesperornis. Questo esemplare aveva parte del cranio intatto, abbastanza da consentire a Marsh di vedere che le fauci dell'uccello erano provviste di denti. Marsh notò le importanti implicazioni evolutive di questa scoperta, insieme alla scoperta di Benjamin Mudge dell'uccello dentato Ichthyornis. In un articolo del 1873, Marsh dichiarò che "la fortunata scoperta di questi interessanti fossili aiuta molto ad abbattere la vecchia distinzione tra Uccelli e Rettili". Nel frattempo, il rapporto di Marsh con il suo rivale Edward Drinker Cope si inasprì ulteriormente dopo che Cope ricevette accidentalmente delle scatole di fossili, che includevano i fossili degli uccelli dentati, che erano destinate a Marsh. Cope ha definito gli uccelli "semplicemente deliziosi", ma Marsh rispose con l'accusa che Cope avesse rubato le ossa. Nel 1873, la loro amicizia si dissolse in aperta ostilità, contribuendo a scatenare le Guerre delle ossa. Dopo il 1873, Marsh si reco raramente sul sito degli scavi, pagando invece dei collezionisti di fossili affinché gli inviassero un flusso continuo di fossili per lui da classificare e nominare. Durante quegli anni, ricevette parti di 50 esemplari di Hesperornis, che gli permisero di dimostrare in modo molto più deciso il legame evolutivo tra rettili e uccelli più di quanto fosse stato possibile in precedenza.

## Classificazione

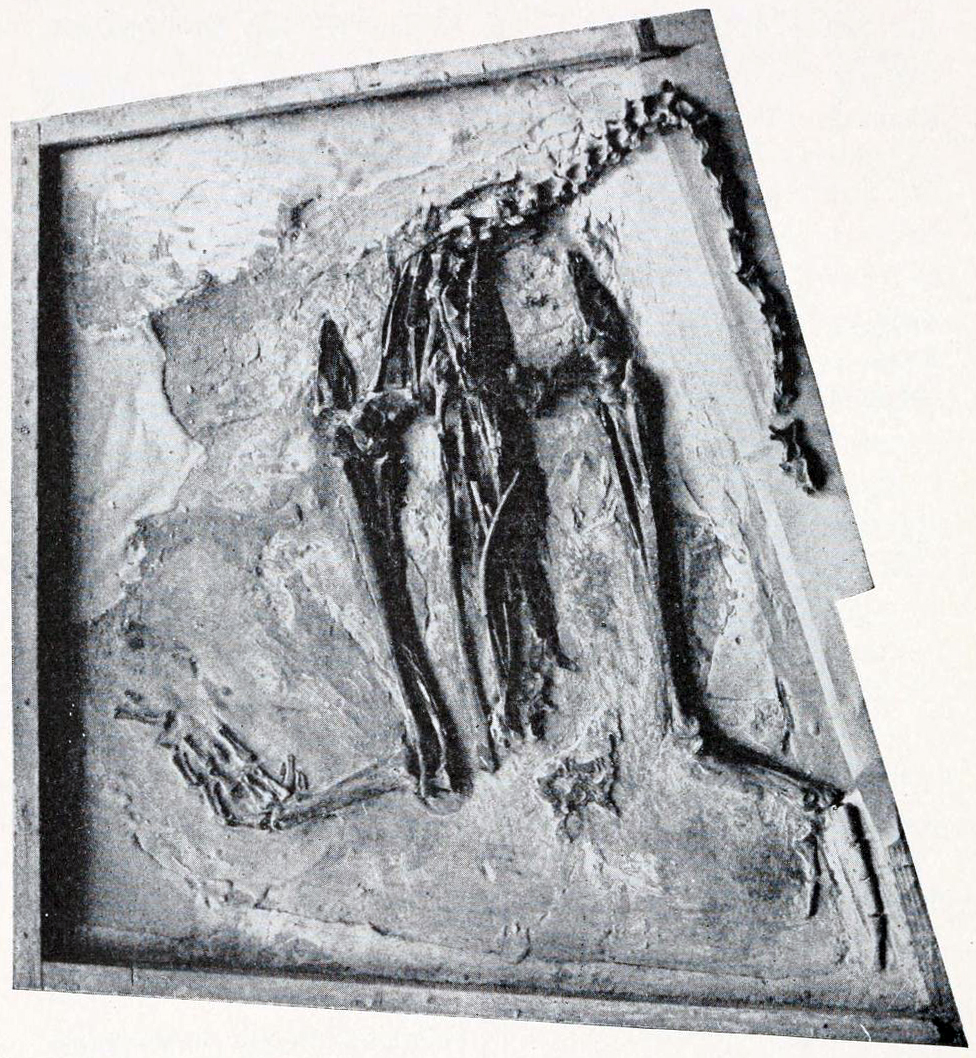
Esemplare di H. regalis, all'AMNH

Il genere Hesperornis contiene diverse specie, tuttavia alcune di queste sono conosciute da pochissime ossa o anche da un singolo osso e non possono essere adeguatamente confrontate con i resti più abbondanti (ma anche incompleti) di altri taxa di dimensioni simili. In molti casi le specie sono state separate per provenienza, essendo state rinvenute in strati di epoche diverse o in luoghi diversi, o per differenze nelle dimensioni.
La prima specie ad essere descritta, la specie tipo, è Hesperornis regalis. H. regalis è anche la specie meglio conosciuta, contando dozzine di esemplari (da frammenti di ossa a scheletri più completi), rinvenuti nella Smoky Hill Chalk Member della Formazione Niobrara (risalente al Campaniano inferiore, tra i 90 e i 60 milioni di anni fa). È inoltre l'unica specie di Hesperornis per la quale è noto un cranio quasi completo.
La seconda specie, Hesperornis crassipes, fu nominata nel 1876 da Marsh, che inizialmente lo classificò in un genere diverso, come Lestornis crassipes. H. crassipes era più grande di H. regalis, aveva cinque costole rispetto alle quattro della specie tipo e differiva per alcune caratteristiche della struttura ossea dello sterno e sulla parte inferiore della gamba. H. crassipes è stato ritrovato negli stessi luoghi e risale alla stessa epoca di H. regalis. La specie è nota per uno scheletro incompleto, che include i denti e parti del cranio.

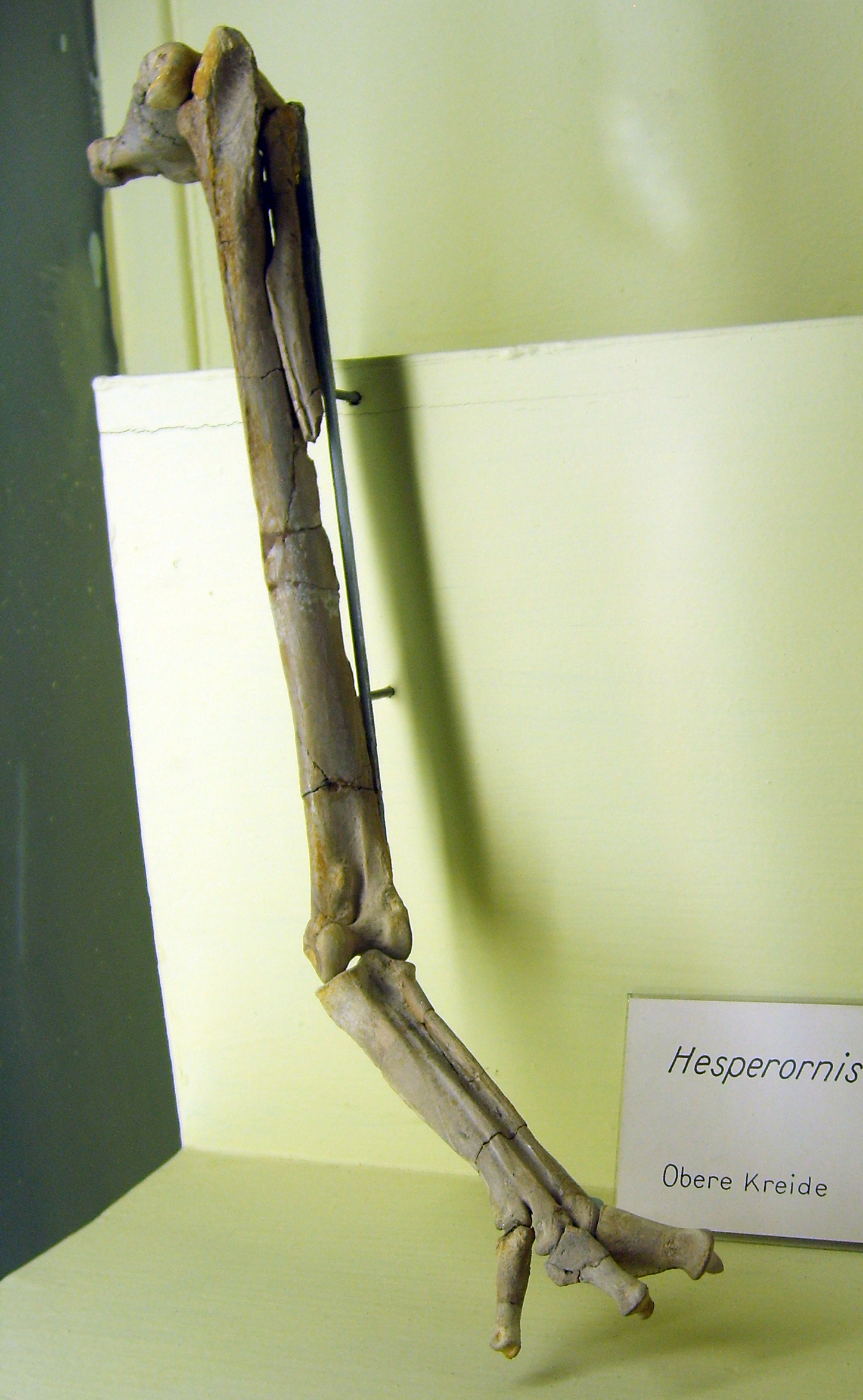
Arto sinistro di H. gracilis

Marsh nominò la sua terza specie di Hesperornis nel 1876 sulla base di un metatarso incompleto recuperato dagli stessi strati di calcarei di Niobrara in cui era stato ritrovato H. regalis. Nominò questa specie più piccola H. gracilis, che, successivamente, fu coinvolta nella tassonomia piuttosto confusa di un esemplare che alla fine avrebbe costituito la base del nuovo genere e specie, Parahesperornis alexi. Si presumeva che l'esemplare tipo di P. alexi appartenesse allo stesso esemplare di H. gracilis, quindi quando Lucas (1903) decise che il primo esemplare rappresentava un genere distinto, utilizzò erroneamente l'ultimo esemplare per ancorarlo, creando il nome Hargeria gracilis. Questo errore è stato rettificato da autori successivi, che hanno sinonimizzato Hargeria in Hesperornis e ribattezzato l'esemplare che mostrava più caratteristiche distintive come Parahesperornis.

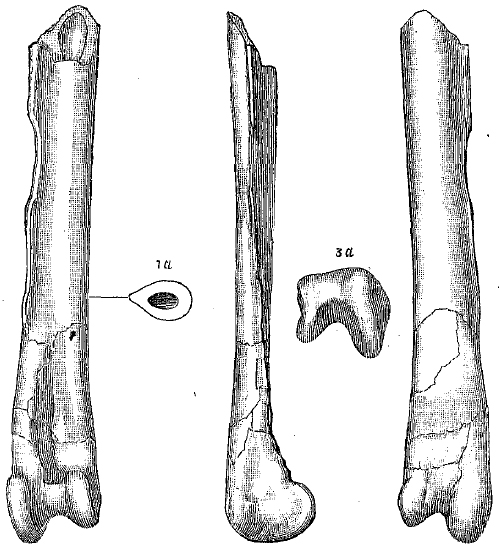
Esemplare tipo (una tibia destra parziale) di H. altus in diverse viste

La prima specie riconosciuta al di fuori dei calcari di Niobrara, Hesperornis altus, visse circa 78 milioni di anni fa nel Montana, ed è conosciuta da una parte inferiore della gamba ritrovata alla base della Formazione Judith River, in un contesto fluviale (o, forse, dalla parte superiore della sottostante formazione marina di Claggett Shale). Sebbene inizialmente inserito nel nuovo genere Coniornis da Marsh, ciò era dovuto principalmente alla sua convinzione che Hesperornis fosse presente solo in Kansas, e che qualsiasi specie dal Montana dovesse essere collocata in un genere separato. La maggior parte dei ricercatori successivi non furono d'accordo con questa classificazione, e collocarono Coniornis altus nel genere Hesperornis, come H. altus. Una seconda specie dal Montana è stata descritta anche dal Claggett Shale. H. montana venne nominata da Shufeldt nel 1915, e mentre il suo materiale noto (una singola vertebra dorsale) non può essere paragonato direttamente con H. altus, Shufeldt e altri lo considerano distinto a causa delle sue dimensioni apparentemente più piccole.
Nel 1993, i primi resti di Hesperornis al di fuori del Nord America furono riconosciuti come una nuova specie da Nessov e Yarkov che nominarono la specie Hesperornis rossicus sulla base di uno scheletro frammentario risalente al Campaniano inferiore della Russia, vicino a Volgograd. Da allora molti altri esemplari provenienti da depositi contemporanei sono stati riferiti a questa specie. Con una lunghezza di circa 1,4 metri, H. rossicus era la specie più grande di Hesperornis e tra i più grandi hesperornitini conosciuti, sebbene leggermente più piccola del genere canadese Canadaga. A parte le sue grandi dimensioni e la diversa posizione geografica, H. rossicus differisce dalle altre specie di Hesperornis per alcune caratteristiche della parte inferiore della gamba e del piede, compreso un metatarso molto appiattito.
Nel 2002, Martin e Lim hanno riconosciuto formalmente diverse nuove specie per resti precedentemente non descritti o riferiti senza considerazione agli hesperornitini nordamericani precedentemente denominati. Questi includono il piccolissimo H. mengeli e H. macdonaldi, il leggermente più grande H. bairdi e il molto grande H. chowi, tutti provenienti dal membro di Sharon Springs della Formazione Pierre Shale del Dakota del Sud e Alberta, 80,5 milioni di anni fa.
Inoltre, ci sono alcuni resti non assegnati, come gli esemplari SGU 3442 Ve02 e LO 9067t, e ossa di una specie indeterminata dal bacino idrico di Tzimlyanskoe vicino a Rostov. Le prime due ossa appartengono molto probabilmente a H. rossicus; alcuni resti assegnati a quella specie sembrano a loro volta appartenere a quest'ultimo taxon indeterminato.

## Paleobiologia

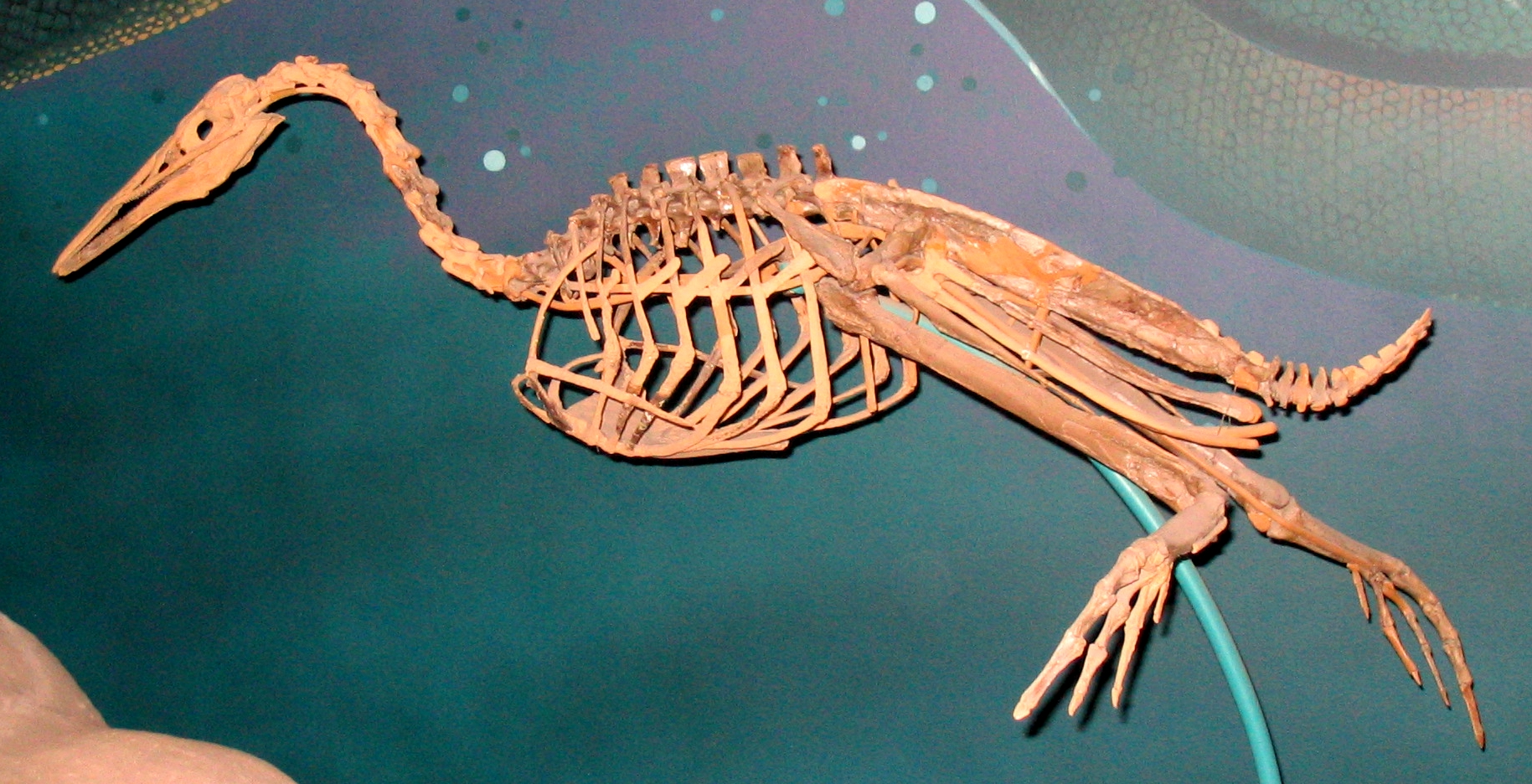
Scheletro di H. regalis in posa di nuoto; notare come i piedi puntano lateralmente

Hesperornis era un uccello marino che frequentava i mari poco profondi, come il Mare interno occidentale, lo stretto di Turgai e il Mare del Nord, che all'epoca erano acque subtropicali o tropicali molto più calde. Diversi fossili della specie H. regalis sono stati rinvenuti nel Kansas, in strati cretacei della Formazione Niobrara. A quell'epoca (Campaniano), l'interno del Nordamerica era costituito da un vero e proprio mare, che separava le due estremità del continente. Questo oceano era abitato da rettili marini, come Elasmosaurus, Brachauchenius e diverse specie di mosasauri. Tuttavia, alcuni degli esemplari più recenti conosciuti di Hesperornis sono stati ritrovati in depositi fluviali nell'entroterra della Formazione Foremost, suggerendo che alcune specie di Hesperornis potrebbero aver abbandonato, almeno in parte, l'ambiente marino stabilendosi nelle acque dolci. La specie H. altus, per esempio, proviene dai depositi fluviali alla base della Formazione Judith River.
Tradizionalmente, Hesperornis è raffigurato con una modalità di locomozione simile a quella dei moderni svassi e strolaghe, e studi sulle proporzioni degli arti e della struttura dell'anca hanno confermato questo confronto. In termini di lunghezza degli arti, forma delle ossa dell'anca e posizione dell'incavo dell'anca, Hesperornis è particolarmente simile alla strolaga maggiore (Gavia immer), esibendo probabilmente una locomozione molto simile sia in acqua he sulla terraferma. Come gli svassi, Hesperornis era, probabilmente, un eccellente tuffatore, nuotando grazie alle potenti zampe posteriori, risultando però piuttosto goffo sulla terraferma. Come gli svassi, le gambe erano probabilmente racchiuse all'interno del corpo fino alla caviglia, facendo sporgere i piedi ai lati vicino alla coda. Questo avrebbe impedito loro di posizionare le zampe sotto il corpo, o sotto il baricentro, impedendogli di camminare in posizione eretta. È quindi possibile che questi uccelli si spostassero sulla terraferma spingendosi con i piedi e scivolando sulla pancia, come le odierne foche. Tuttavia, studi più recenti sugli arti posteriori degli hesperorniti suggeriscono che fossero più funzionalmente simili a quelle dei cormorani che sono ancora in grado di camminare in posizione eretta.
I giovani Hesperornis avevano un rapido sviluppo raggiungendo in breve tempo l'età adulta, come molti uccelli odierni, ma al contrario degli Enantiornithes.

### Paleopatologia
Un osso delle zampe di Hesperornis scoperto negli anni '60 è stato esaminato da David Burnham, Bruce Rothschild et al. ed è stato notato come l'osso presentasse segni di morsi di un giovane plesiosauro polycotylide (forse Dolichorhynchops o un animale simile). L'osso di Hesperornis, in particolare il condilo, mostra segni di infezione, indicando che l'uccello sopravvisse all'attacco iniziale e sfuggì al predatore. La scoperta è stata pubblicata sulla rivista Cretaceous Research nel 2016.

## Nella cultura di massa
- Compare nel film Sea Monster: A Prehistoric Adventure.
- L'esperornite compare sia nella serie britannica Primeval dove li definicono uccelli grossi e spaventosi ma allo stesso tempo molto stupidi, sia nel documentario Mostri del mare.
- Appare anche nella serie televisiva Il treno dei dinosauri.
- Compare un'intera colonia ne L'era glaciale 2 - Il disgelo dove si vedono più volte (in particolare all'inizio si vedono mentre cacciano un banco di piranha).
- Compare nella seconda stagione del documentario Il pianeta preistorico in cui mangia un banchetto di pesce e poi alcuni vengono mangiati dagli xiphactinus.